# Cầu-na Bạt-đà-la
Cầu-na Bạt-đà-la (tiếng Phạn: गुणभद्र, Gunabhadra; giản thể: 求那跋陀罗; phồn thể: 求那跋陀羅; bính âm: Qiúnàbátuóluó; Wade–Giles: Ch'iu-na-pa-t'o-lo; 394–468), Hán dịch theo nghĩa là Công Đức Hiền (功徳賢), là một tăng sĩ dịch kinh vào thời Lưu Tống (劉宋).
Theo tài liệu Xuất Tam tạng ký tập của Tăng Hựu, Sư sinh ở vùng Trung Ấn, sau đó qua Tích Lan, rồi qua Quảng Châu bằng đường biển. Sư tiến hành dịch nhiều kinh luận Đại, Tiểu thừa nhất khi sư ở chùa Kì Hoàn tại Kiến Khang và Tân tự ở Hình Châu. Trong số hơn 30 bản dịch của sư, tác phẩm quan trọng nhất là Tạp A-hàm kinh, Thắng Man kinh, và Nhập Lăng-già kinh sang Hán ngữ – bản dịch thứ hai sau bản của Đàm-vô-sấm (Dharmakṣema, phiên nghĩa Hán Việt: Pháp Phong). Các tác phẩm của sư gây ảnh hưởng nhiều đến tư tưởng Phật giáo Đông Á. Sư được vương triều ở Hồ Nam kính trọng.
Nhiều nhà nghiên cứu Phật giáo cho rằng, Sư chính là người đề xướng phương pháp tu theo thuyết "Trực chỉ chân tâm, kiến tính thành Phật" – và nếu như vậy, Sư cũng là người sáng lập Thiền tông. Sư mất tại Trung Quốc năm 468, thọ 75 tuổi.